# رودخانه سیویر
رودخانه سیویر (به لاتین: Svir River) (روسی: Свирь، این سیگنال: Süvär'، کارلین / فنلاندی: Syväri) یک رود در روسیه است که در استان لنینگراد واقع شده‌است.

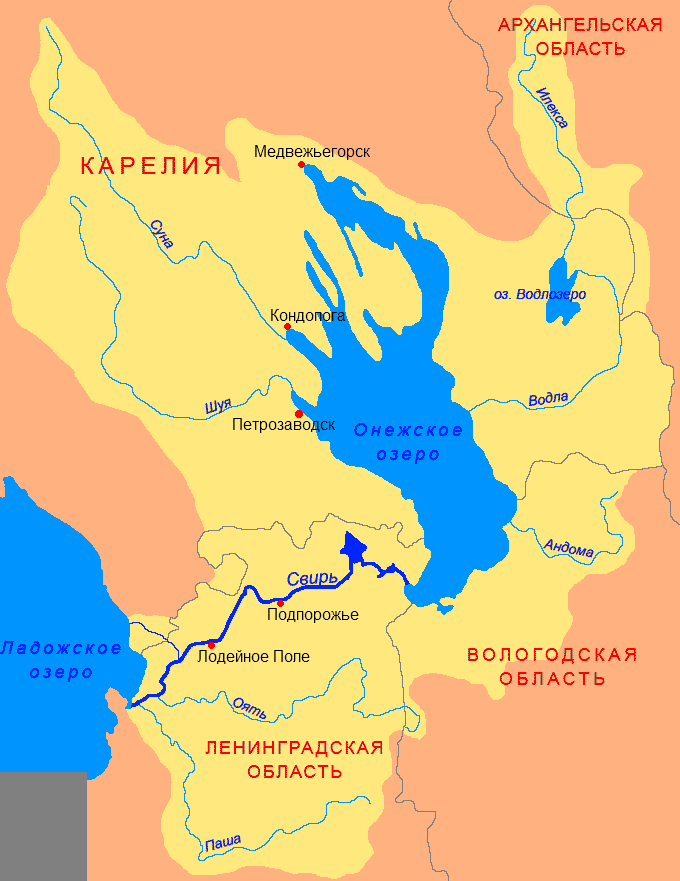
حوضه آبریز رودخانه سویر و شاخه‌های اصلی آن

این یک رودخانه در سوپوزوخسکی، لودینوپسکی و ولخوفسکی در شمال شرق استان لنینگراد، روسیه است. از غرب به دریاچه اونگا به دریاچه لادوگا جریان می‌یابد، و دو دریاچه بزرگ اروپا را به هم متصل می‌کند و بزرگترین رودخانه ای است که در دریاچه لادوگا جریان دارد. طول آن ۲۲۴ کیلومتر (۱۳۹ مایل) است، در حالی که مساحت حوضه زهکشی آن ۸۴٬۴۰۰ کیلومتر مربع (۳۲٬۶۰۰ مایل مربع) شامل شهرهای پودپروژیه و لودینویه پوله، و همچنین مناطق مسکونی شهری نیکولسکی، واژینی و سیرستروی واقع شده‌است.